# Paul Kersey
Paul Kersey (Ada, 10 febbraio 1970) è un attore statunitense.
È stato sposato dal 1997 al 2011 con l'attrice Jing Ning dalla quale ha avuto un figlio.

## Filmografia parziale
- Streghe (Charmed) - serie televisiva (1 episodio, 1999)
- Hulk (2003)

## Doppiatori italiani
- Oreste Baldini in Streghe
- Massimo Lodolo in Hulk